# Spectacle de rue

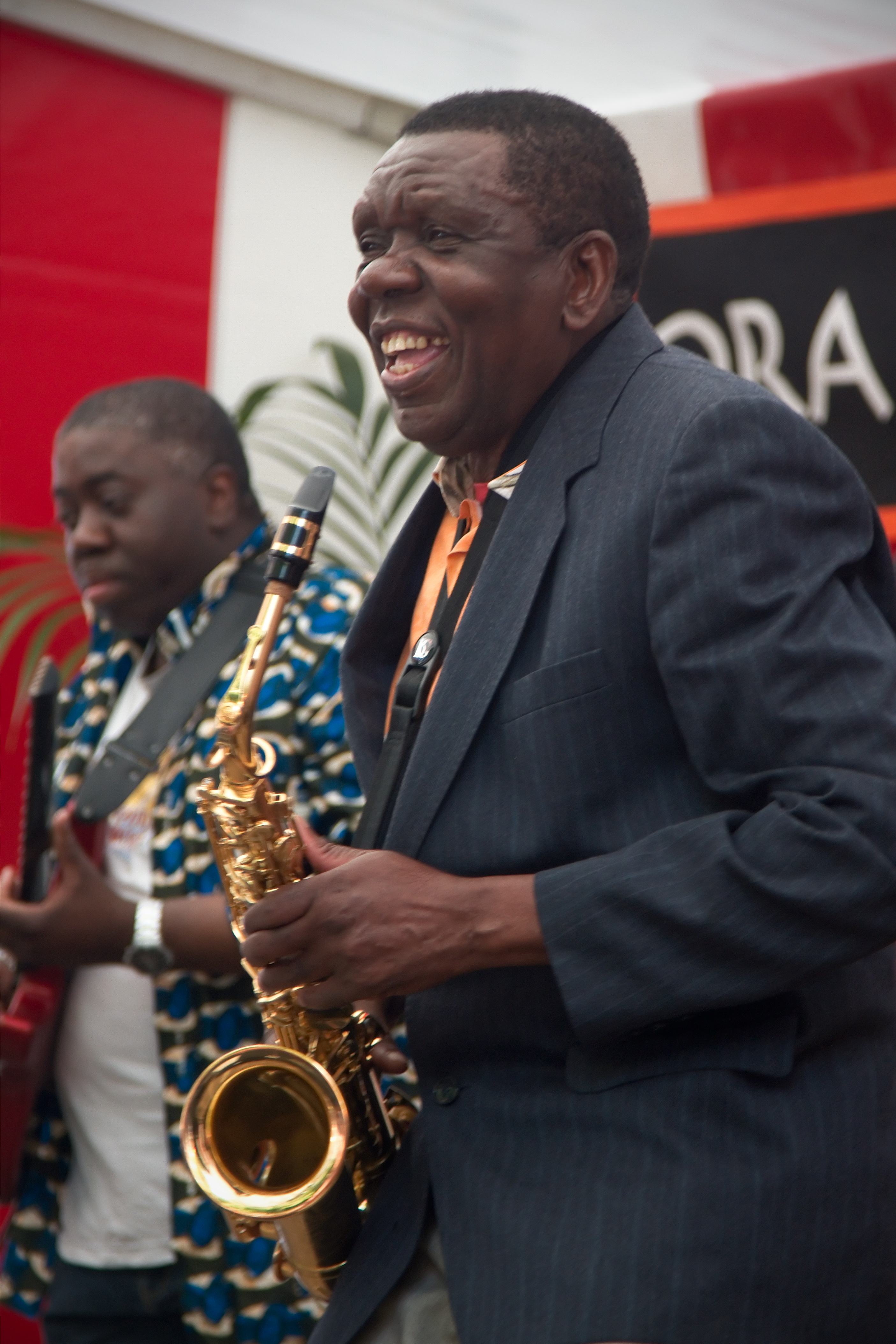
Saxophoniste à Delft pour la Fête de la Reine, jouant gratuitement.

Le spectacle de rue consiste à se produire dans des endroits publics, en général en échange d'une pièce de monnaie, parfois d'un bien, ou parfois bénévolement lors d'un événement. Cette forme de spectacle est pratiquée dans le monde entier depuis l'Antiquité.

## Typologie
Le spectacle en question peut être très varié : acrobaties, musique de rue, théâtre de rue, homme statue, dressage d'animaux, sculpture de ballons, clown, mime, contorsions, art de l'évasion, danse, cracheur de feu, puces savantes, jonglerie, magie, avaleur de sabre, marionnettes. L'ensemble de ces formes correspond à la définition générale du théâtre exposée par Peter Bu (voir ci-dessous Rôle des saltimbanques des rues). Mais, le spectacle de rue se transforme et évolue continuellement, il faut penser à prendre en considération les nouvelles formes et pratiques naissantes. Le spectacle de rue refuse les frontières de la catégorisation.
Les spectacles peuvent consister en acrobaties, animaux savants, façonnage de ballon gonflables, tours de cartes, clowns, sketches humoristiques, contorsionnistes, danses, mangeurs ou cracheurs de feu, mangeurs de sabre, diseuses de bonne aventure, jongleurs, prestidigitateurs, mimes, musiciens, marionnettistes, charmeurs de serpents, conteurs ou lecteurs de poésie ou de prose, artistes urbains, caricaturistes, peintres, du théâtre de rue et même théâtre de puces ou autres saltimbanques, sans oublier les artistes dessinant au sol à la craie (tels que les madonnari).

## Philosophie
Les spectacles en espace public saisissent la ville d'un double point de vue : l'imaginaire, qu'il donne à cet espace, et l'attroupement créé de façon ponctuelle, où chacun ressent fugacement une cohésion, qui matérialise la société, lui donnant corps, et donnant légitimé au lieu.
Les artistes de rue s'inscrivent dans la lignée des pères fondateurs de la décentralisation théâtrale et de la démocratisation culturelle. En tant qu'art populaire, le théâtre de rue exprime sa proximité avec le public en s'ouvrant vers les formes contemporaines de l'art. Les artistes de rue ont la capacité de côtoyer ceux qui ne vont jamais au théâtre, ce qui influence considérablement leurs représentations. Ils revendiquent leurs arts comme expressifs, libres et égalitaires.

## Gestion urbaine
Du point de vue de la gestion urbaine, le spectacle de rue peut être vu comme un équipement, c'est-à-dire quelque chose qui permet à l'État de prendre en charge la vie sociale et ce, que le spectacle soit "spontané" ou commandé. Ses fonctions sont alors de donner un sens aux constructions, de donner à la ville une histoire, de mettre en circuit la vie communale au présent, et de proposer un mythe fondateur qui constitue la ville en un sujet, donc en quelque chose susceptible d'être signifiant. Plus récemment, le rôle du spectacle de rue est aussi de former une perturbation, autant que possible génératrice, et autant que possible dans l'imaginaire. Ainsi, de ce point de vue, il fait trace, et favorise l'aspect monumental de la ville.

## Histoire

### Grèce Antique
Dès ses origines, le spectacle européen s'est tenu en plein air. En l'honneur du dieu Grec Dionysos, le spectacle de rue émerge en Grèce dans une ambiance festive. Les déambulations sont les premières formes de spectacle de rue, que l'on retrouve encore au Moyen Âge durant le Carnaval ou les Fête des fous. Ensuite, les chants à sujets mythiques, les concours de tragédies et comédies prennent vie. Les représentations de tragédie puisent leurs sujets dans les mythes et sont des rituels qui exaltent la puissance d’Athènes. En Grèce Antique, le spectacle de rue s’inscrit dans la cité et détient un rôle social et politique. Il n’est pas seulement un divertissement, si la comédie fait rire : critiques et contestations ne sont pas censurées. Finalement le spectacle quitte les rues pour se loger dans des espaces fixes et identifiables.

### Moyen Âge
Le spectacle de rue renaît vers le Xe siècle pour, et par la religion chrétienne en Europe. La rue n’était pas un choix esthétique mais pratique : une représentation dans la rue pouvait toucher plus de monde que dans l’Eglise. Dans la rue, des moines illustrent des scènes liturgiques en incarnant des personnages du récit évangélique. Ils utilisaient les éléments de l’Eglise comme décor, leurs vêtements et leurs objets devenaient des attributs aux personnes. C’est la naissance du drame liturgique et des bases de la théâtralité. Le spectacle de rue étroitement lié à la religion s’étend progressivement. Il est influencé par la fête (carnaval, fête des fous) qui réunit le public, exprime le désir du divertissement, lève les interdits et les tabous. De 1450 à 1550 environ, c’est l’âge d’or du spectacle de rue médiéval : il est partout, tous les milieux sociaux le connaissent et sous de nombreuses formes.

### Renaissance
La Renaissance marque un frein dans l’histoire du spectacle de rue. À partir du XVIe siècle, le spectacle va lentement abandonner la rue pour entrer en salle. Le théâtre « écrit » prend doucement la place du théâtre « dit ».

### À partir des années 1970
Les contestations de mai 68, ont marqué les esprits et ouvert la voie à une nouvelle forme d’investissement de l’espace public réapproprié par les artistes. Le retour des spectacles dans les rues se fait dans un contexte politique marqué par l’émergence de nouvelles pratiques culturelles à des fins militantes. Par la contestation, le militantisme, les vraies rencontres avec le public de la rue, le travail collectif ; le spectacle de rue abolit la frontière entre art théâtral et public.
À partir de 1981, une structuration et une professionnalisation des arts de la rue se met en place. Le secteur culturel est en pleine expansion et la figure du militant politique fait place à celle du professionnel. Le spectacle de rue se transforme par l’apparition d’un grand nombre de compagnies et de festivals. C'est à partir des années 1980 que les spectacles de rue obtiennent l'appui des institutions culturelles grâce à l'aide de Jack Lang, alors ministre de la culture.
Au XIXe siècle, les spectacles de rue se multiplient et représentent un secteur artistique florissant.

## Rôle des saltimbanques des rues
Le spectacle de rue séduit, divertit, bouleverse, enchante et instruit comme toute œuvre d’art. Il crée « l’effet de distanciation » qui change la perception de la réalité quotidienne. Il rompt l’ordre de la cité, et devient parfois l’expression d’une génération, de l’opposition politique: le festival Dehors / Dedans de Tours en est un bon exemple.
Le spectacle de rue a encore d’autres rôles :
- Pour des citadins, le spectacle de rue offre de nouvelles sollicitations aux sens.
- Pour les membres anonymes de la foule urbaine, grâce au travail des artistes, le spectacle de rue donne la possibilité de s’identifier à des êtres imaginaires, ou de dialoguer avec eux.
- Pour les déracinés, il crée le début d’une culture partagée.
- Enfin, aux « sans grade » de nos sociétés, le spectacle de rue affirme qu’ils valent assez pour qu’on leur offre, au moins de temps en temps, libre accès à la culture.

Peu importe que les animations de rue soient traditionnelles ou novatrices, il est plus important que ces spectacles soient adaptés à la rue, maîtrisés, ludiques, sincères.
La rue étant ouverte à tous, il est plus facile de commencer à jouer dans la rue que dans une salle. Cela explique sans doute le nombre élevé de spectacles balbutiants et vides de sens qui s’y produisent. À première vue cette situation comporte un paradoxe puisqu’on croit toujours que la sanction du public d’un spectacle de rue est immédiate, directe et sans hypocrisie ce qui devrait rapidement éliminer les animations sans qualité. Mais le spectateur mécontent ne part pas aussi facilement qu’on le pense.
Malgré cela, le théâtre de rue a apporté et continue à apporter une bouffée d’air frais à l’art du théâtre dans son ensemble. Le théâtre de rue est plus immédiat, convivial et interactif. Ces caractéristiques correspondent mieux à la nature même du théâtre qui, en tant que l’art du dialogue, n’acquiert sa forme définitive qu’en présence et sous influence du public. Ainsi, le spectacle de rue aide-t-il l’art dramatique français à retrouver sa spécificité et son public.

## Galerie

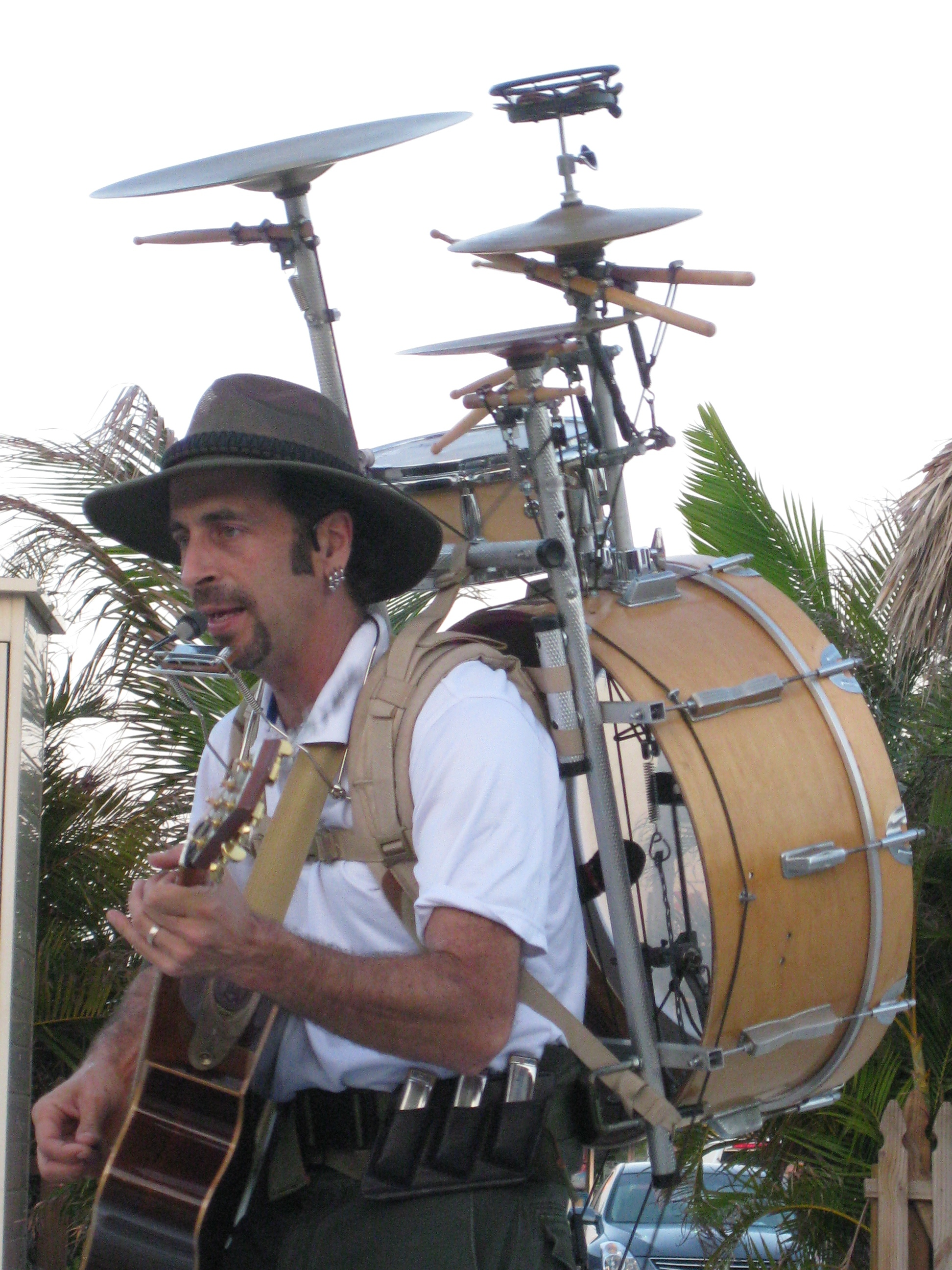
Homme-orchestre.
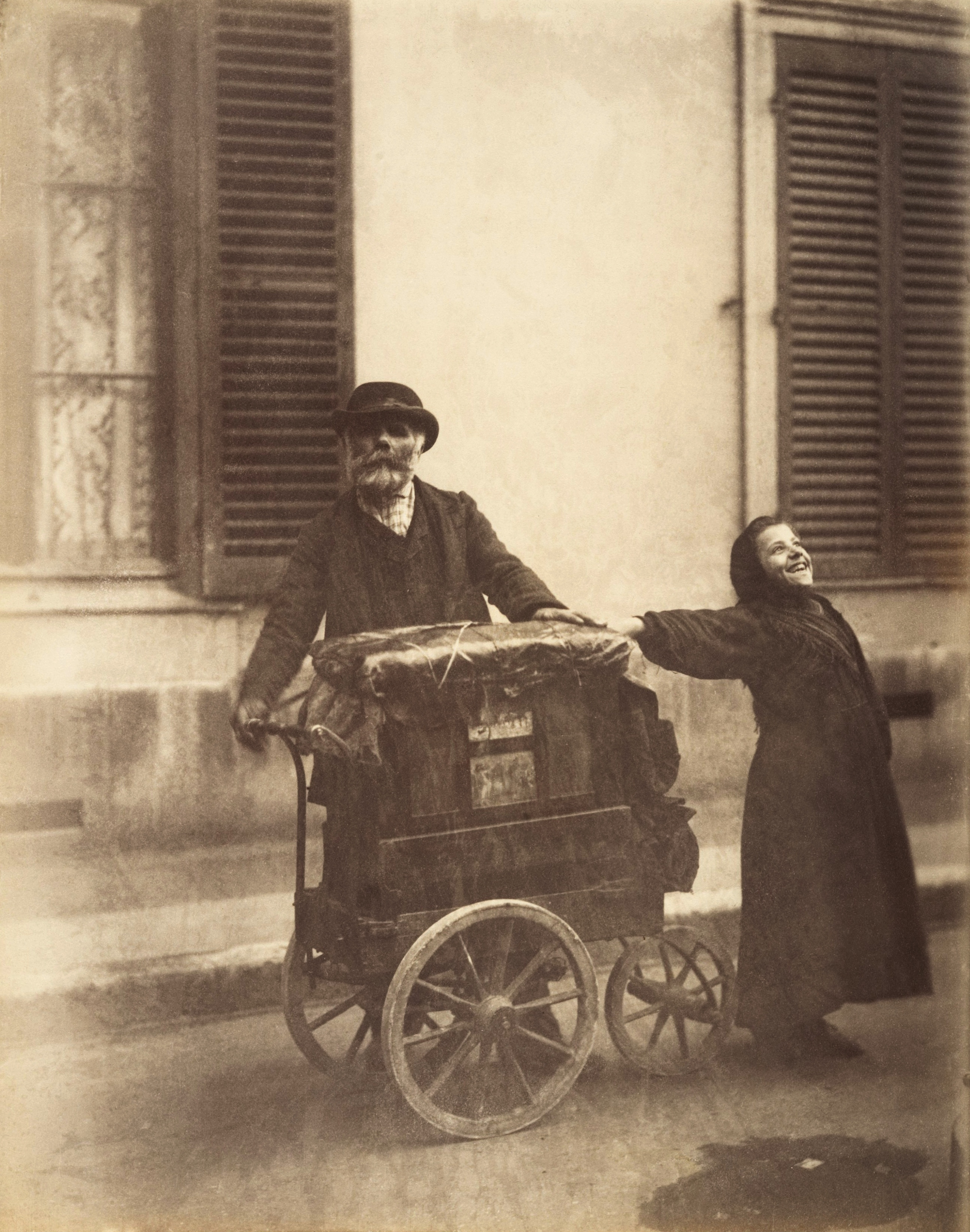
Un joueur d'orgue, à la fin du XIXe siècle.
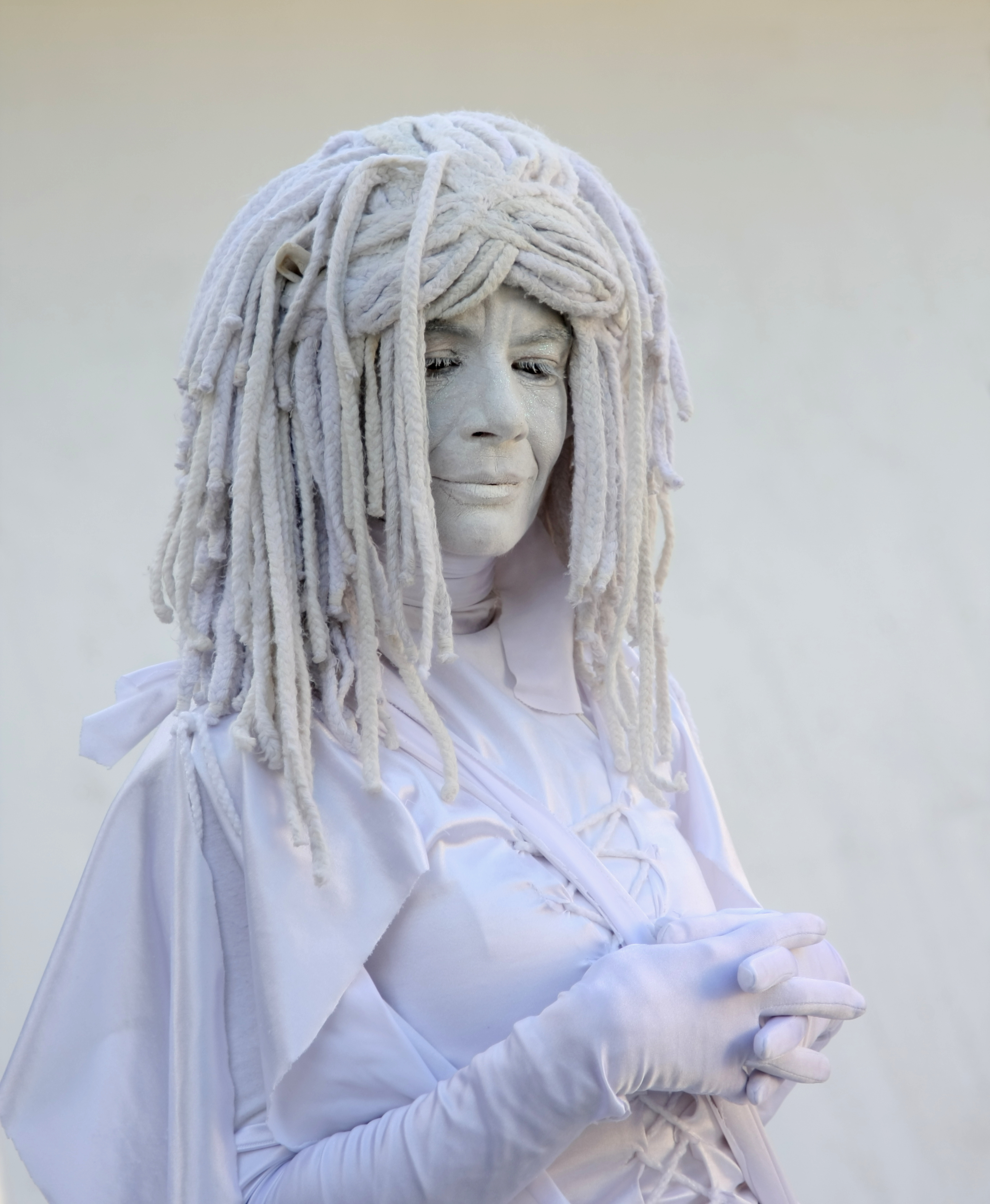
Une femme statue à Miami Beach, en Floride.
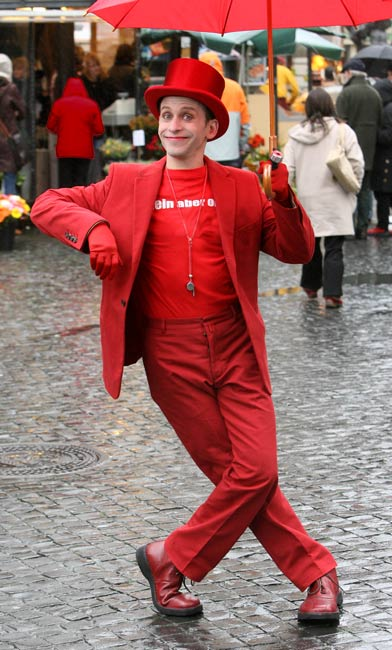
Pablo Zibes, 2008.
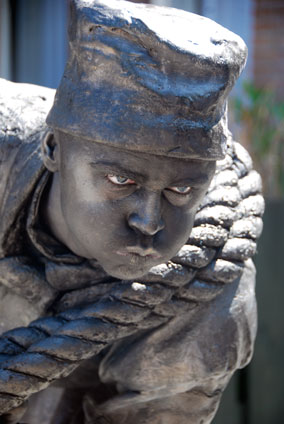
Homme statue, 2010.
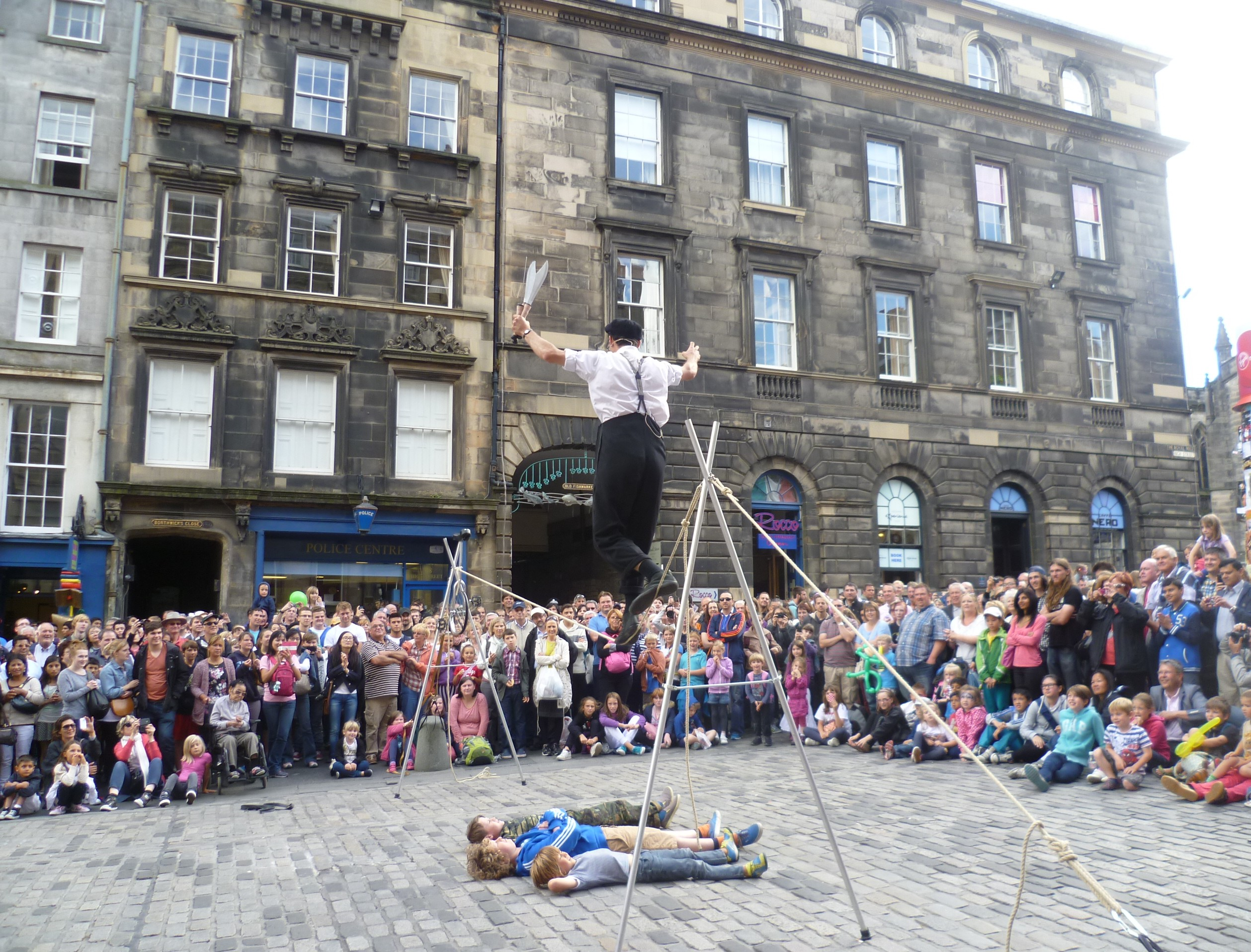
Acrobate français à Édimbourg, Écosse.
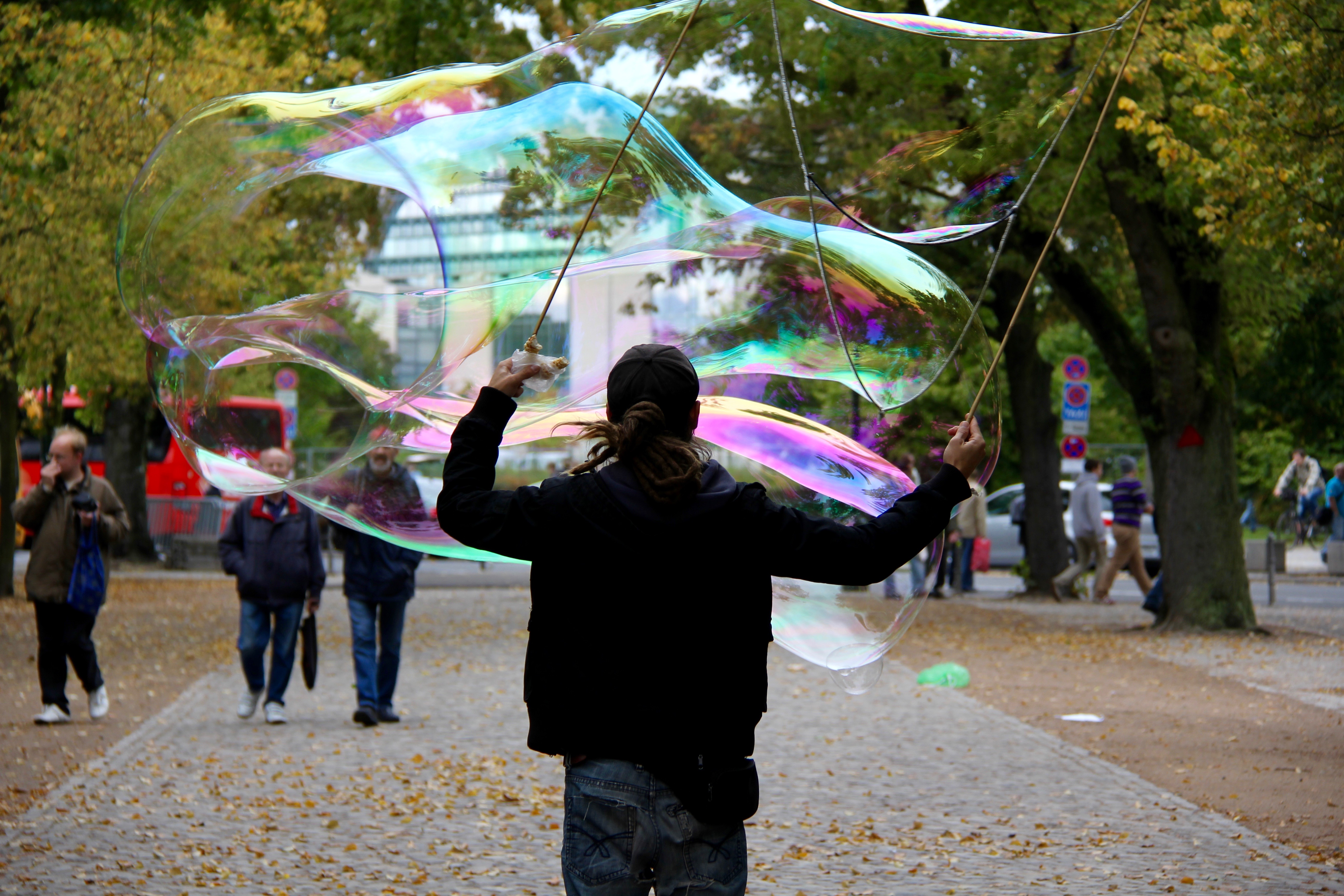
Joueur de bulles de savon à Berlin. Septembre 2012.
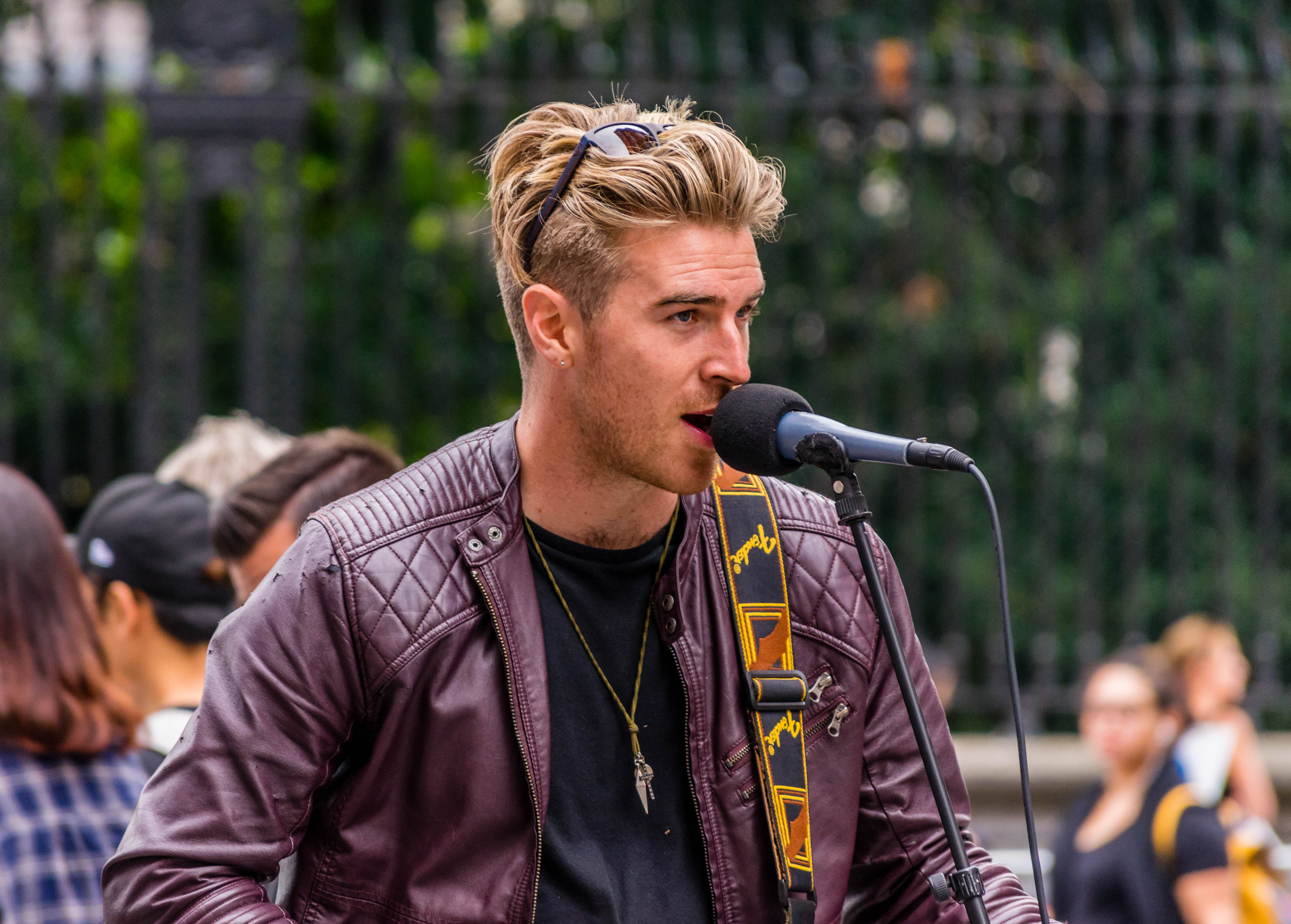
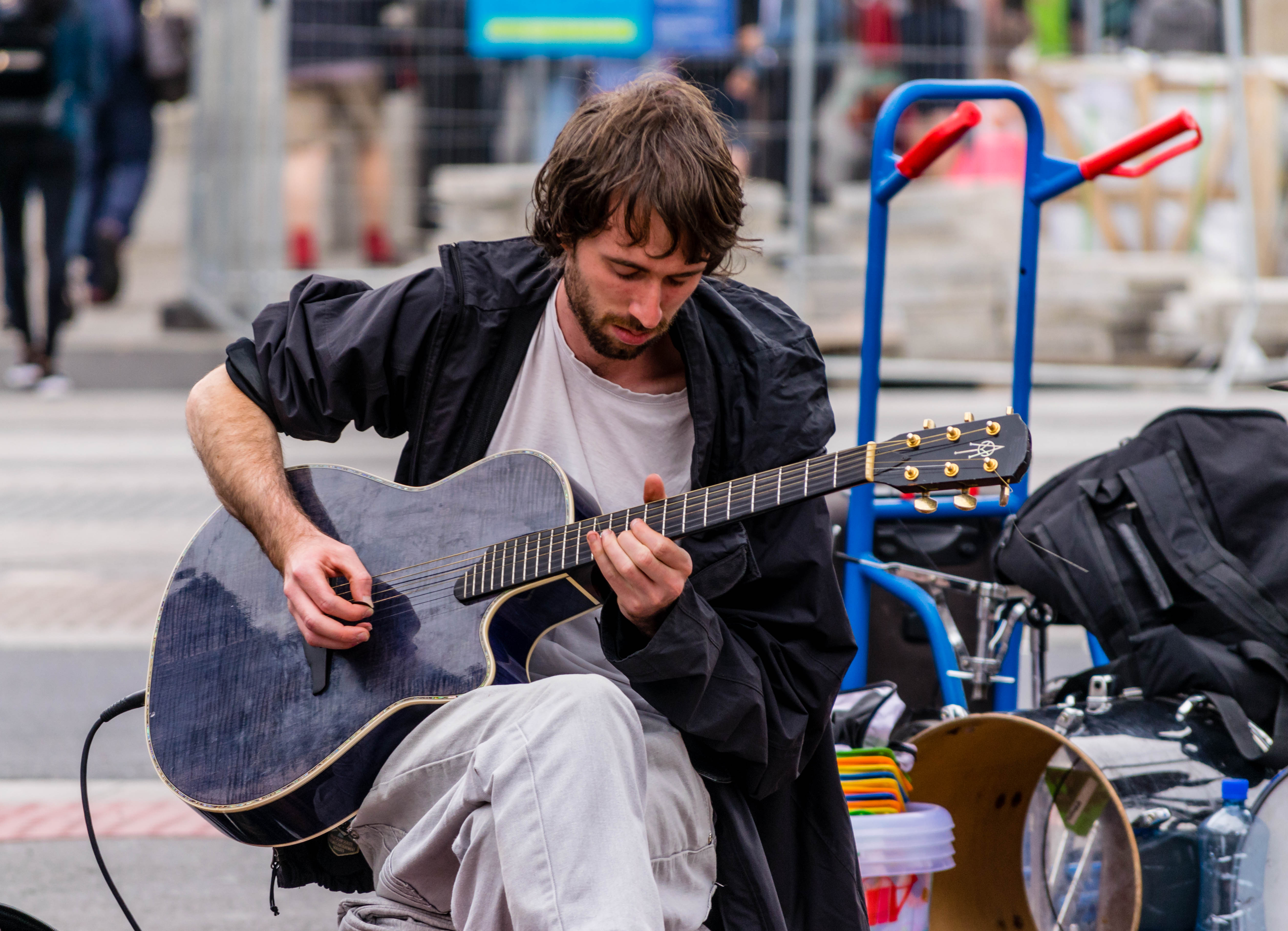
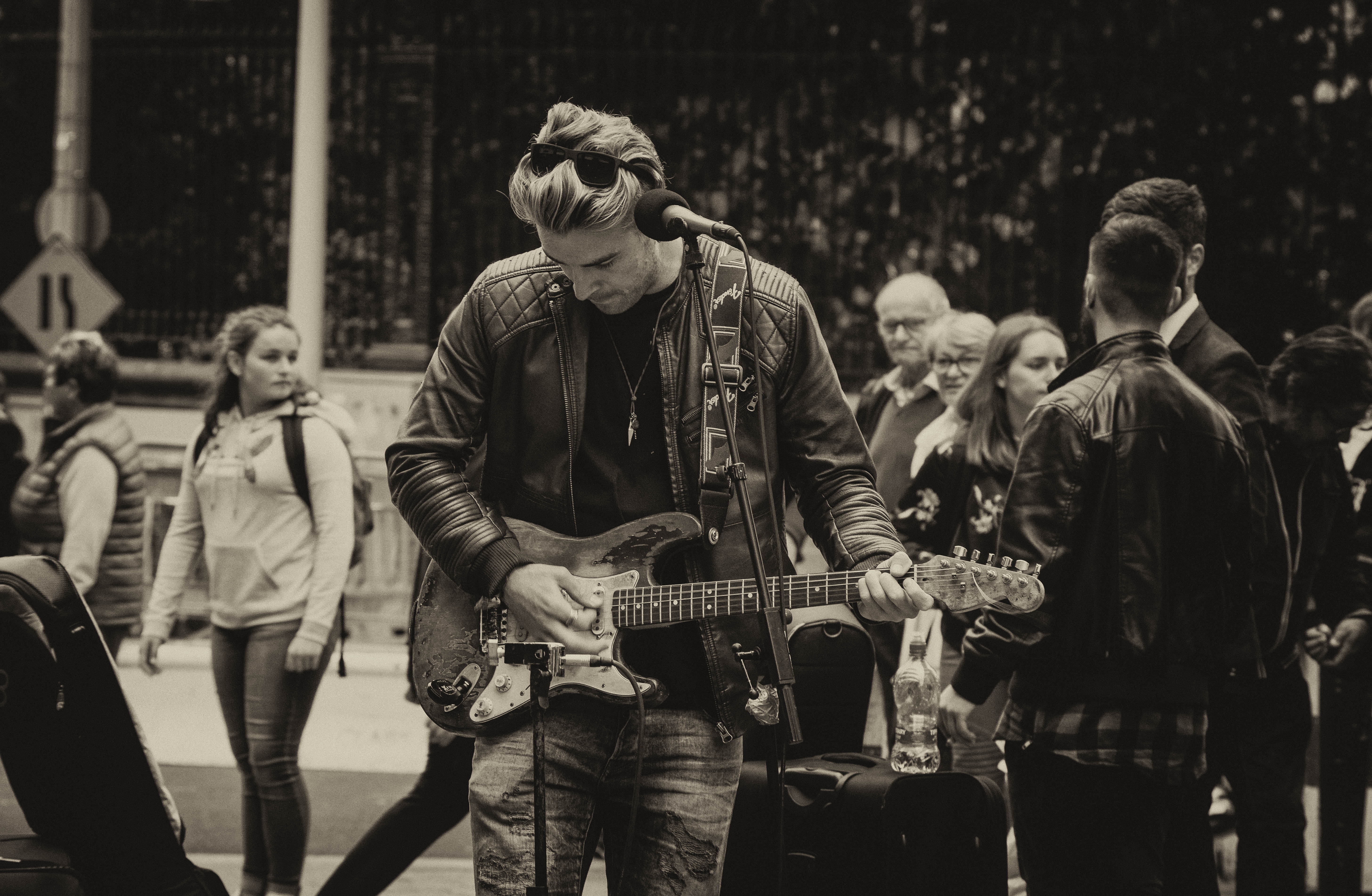
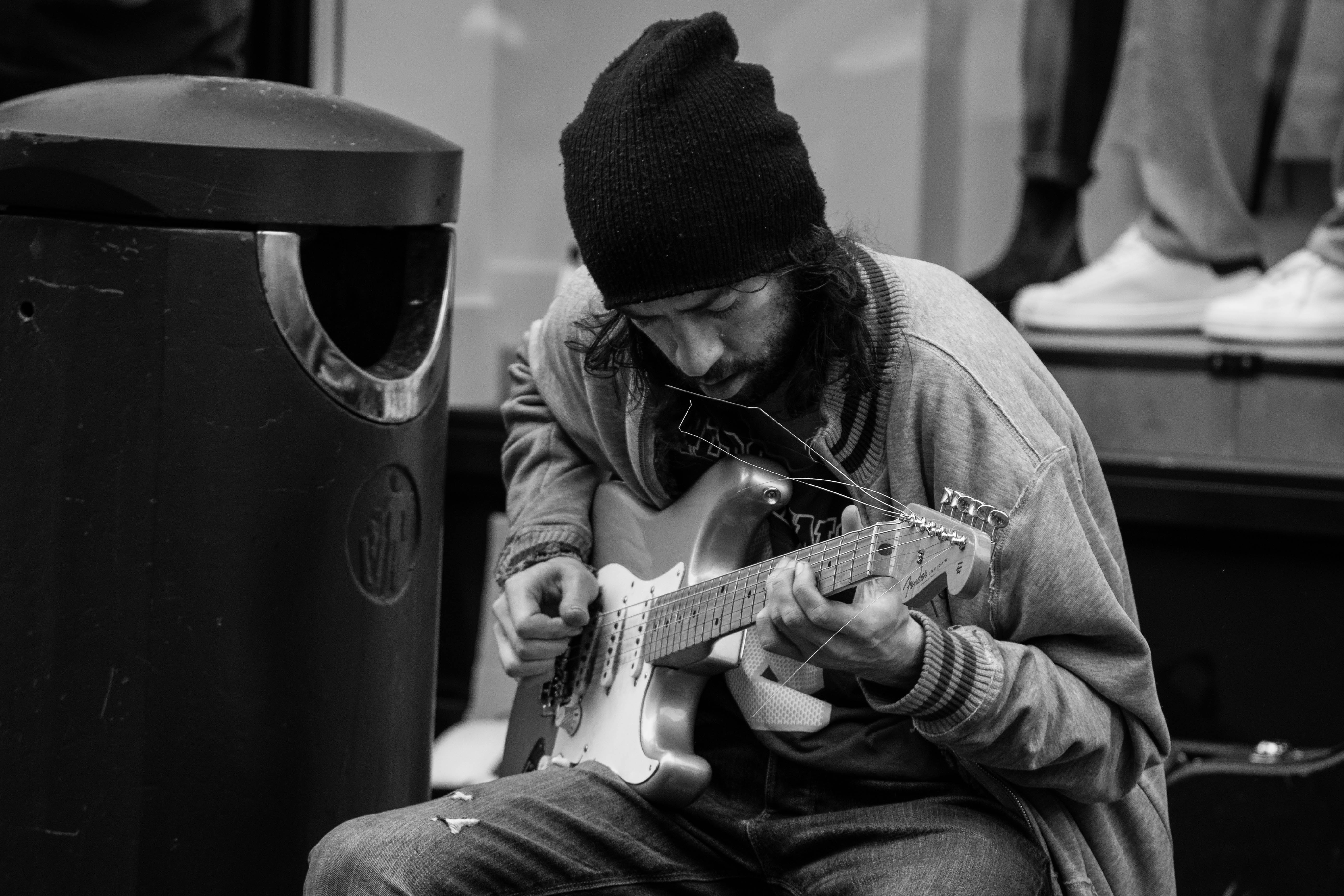
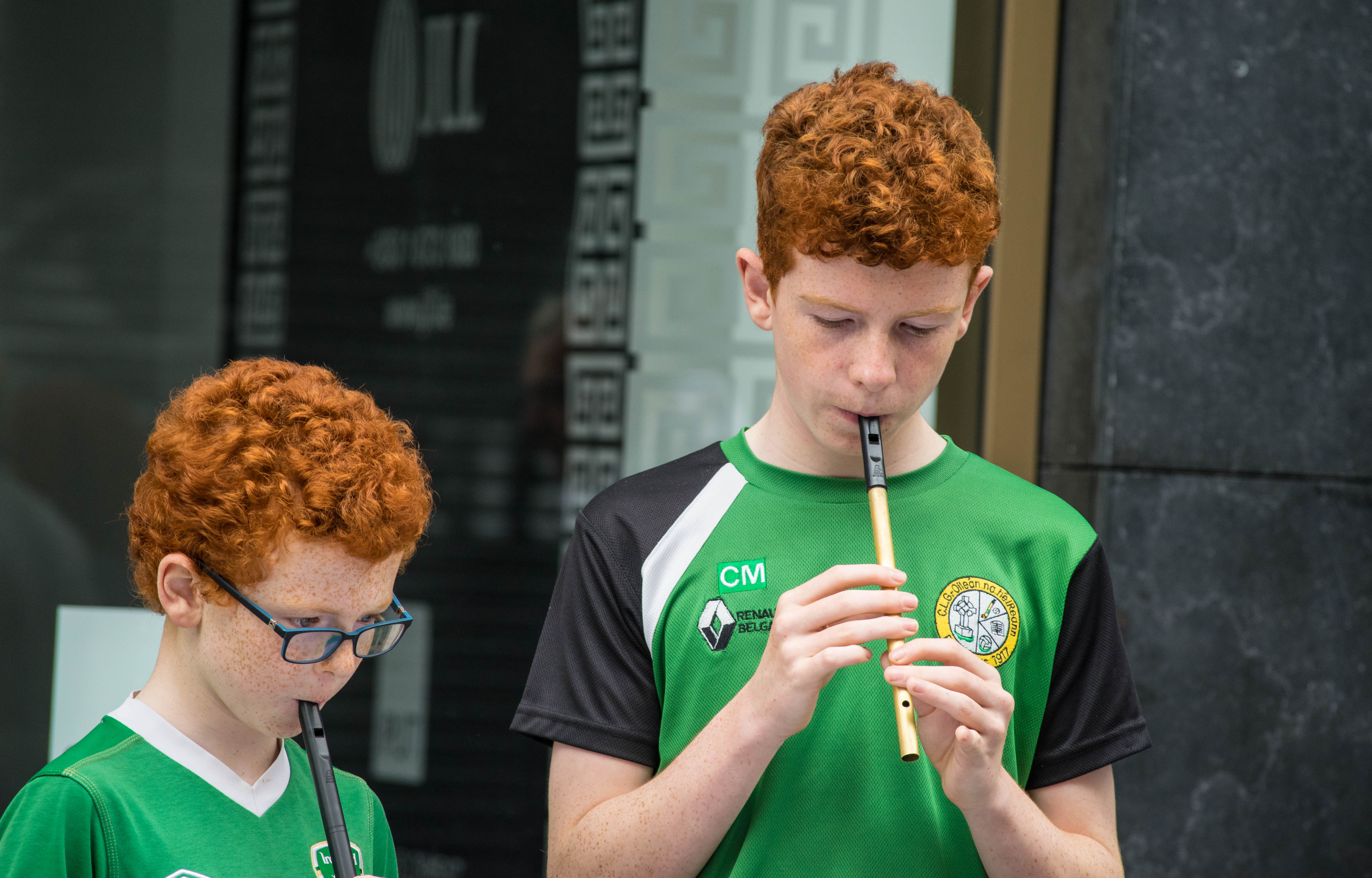
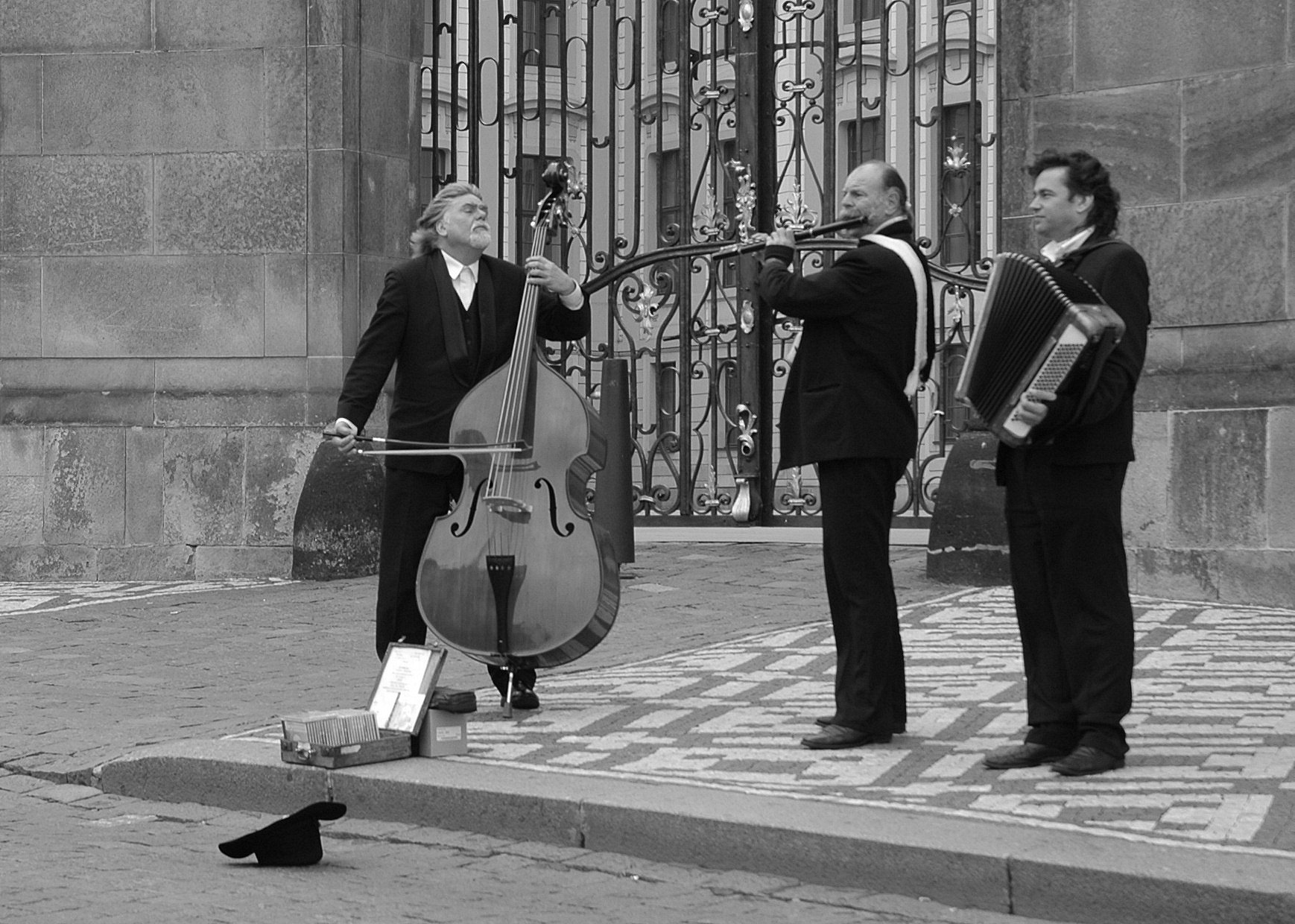
The Prague Castle Orchestra, un trio de rue.
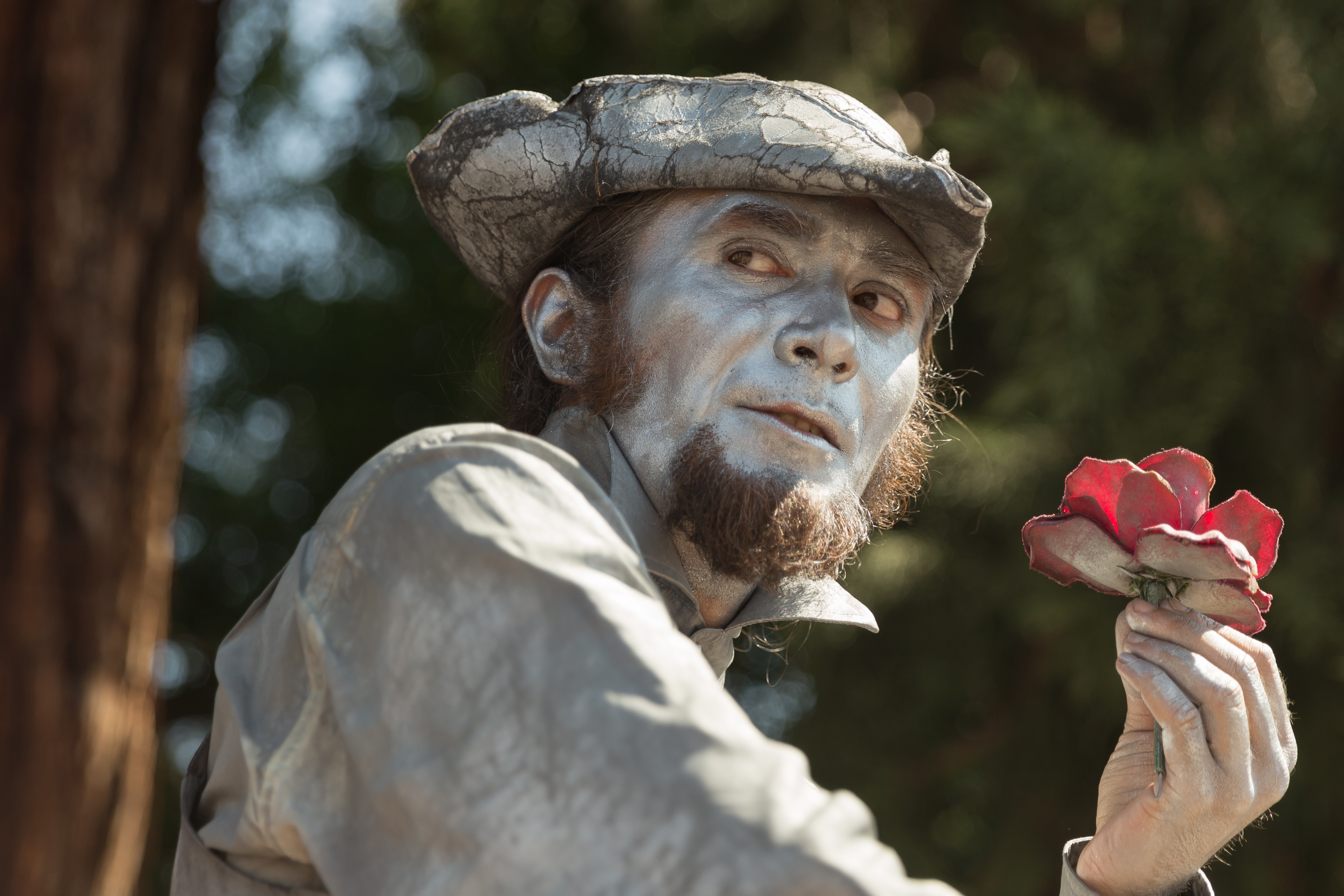
Homme statue à Annecy, France.

## Artistes de rue
- Bread and Puppet Theatre (États-Unis)
- Living Theatre (États-Unis)
- Théâtre de l'Unité (France)
- Illotopie (France)
- Royal de Luxe (France)
- Groupe F (France)